# Michael Wigston

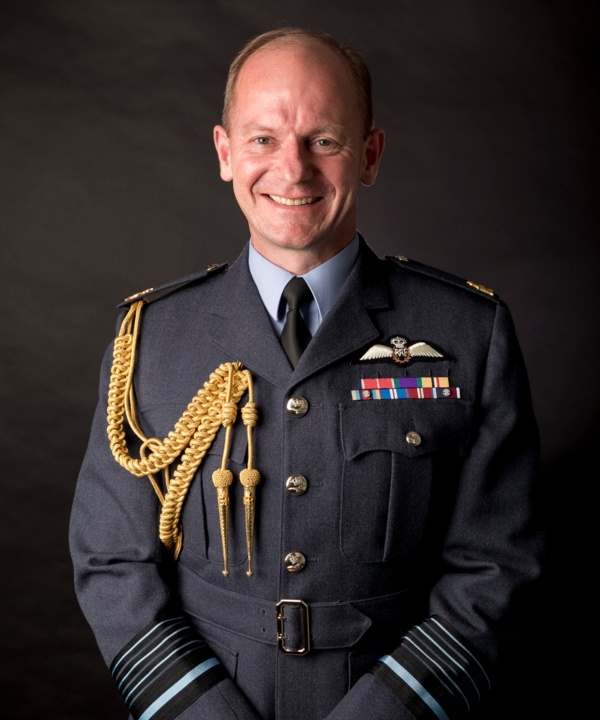
Air Chief Marshal Sir Michael Wigston

Sir Michael „Mike“ Wigston, KCB, CBE, ADC (* 25. Februar 1968) ist ein britischer Offizier der Royal Air Force (RAF), der zuletzt als General (Air Chief Marshal) von 2019 bis 2023 Chef des Stabes der Luftstreitkräfte (Chief of the Air Staff) war.

## Leben
Michael „Mike“ Wigston begann nach dem Besuch der Friars School in Bangor ein Studium der Ingenieurwissenschaften am Oriel College der University of Oxford, das er mit einem Bachelor of Arts (B.A.) beendete. Während dieser Zeit absolvierte er im Rahmen einer University Cadetship eine Offiziersausbildung am Royal Air Force College RAF Cranwell und wurde am 1. September 1986 als kommissarischer Leutnant (Acting Pilot Officer) als Berufssoldat im Rahmen einer Permanent Commission in die Royal Air Force übernommen. Am 15. Juli 1989 erfolgte seine Beförderung zum Leutnant (Pilot Officer) sowie am 13. Februar 1990 rückwirkend zum 15. Juli 1988 auch die Beförderung zum Oberleutnant (Flying Officer). Nachdem er seine Pilotenausbildung auf dem Mehrzweckkampfflugzeug Tornado GR.1 abgeschlossen hatte, wurde er am 15. Januar 1992 zum Hauptmann (Flight Lieutenant) befördert. Es folgten eine Reihe von Fronteinsätzen, einschließlich operativer Einsätze zur Durchsetzung der Flugverbotszonen im Irak. Er war ferner Chef der Kampfeinsätze im Combined Air and Space Operations Centre auf der Al Udeid Air Base in Katar und im Verteidigungsministerium des Vereinigten Königreichs (Ministry of Defence) Offizier in der Operationsabteilung (Operations Directorate) für militärstrategische Effekte.

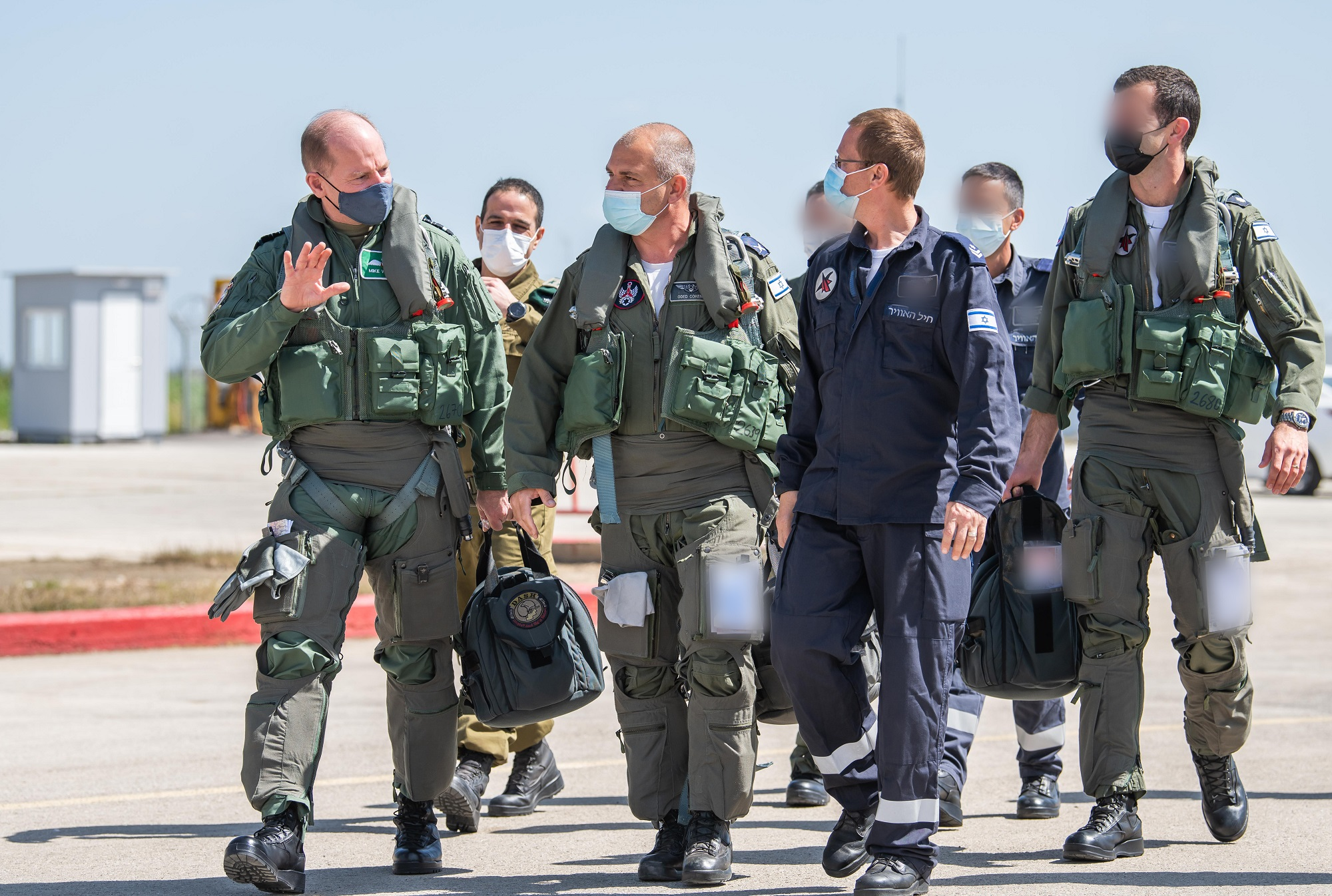
Air Chief Marshal Sir Michael Wigston (links) bei einem Truppenbesuch in Israel (März 2021).

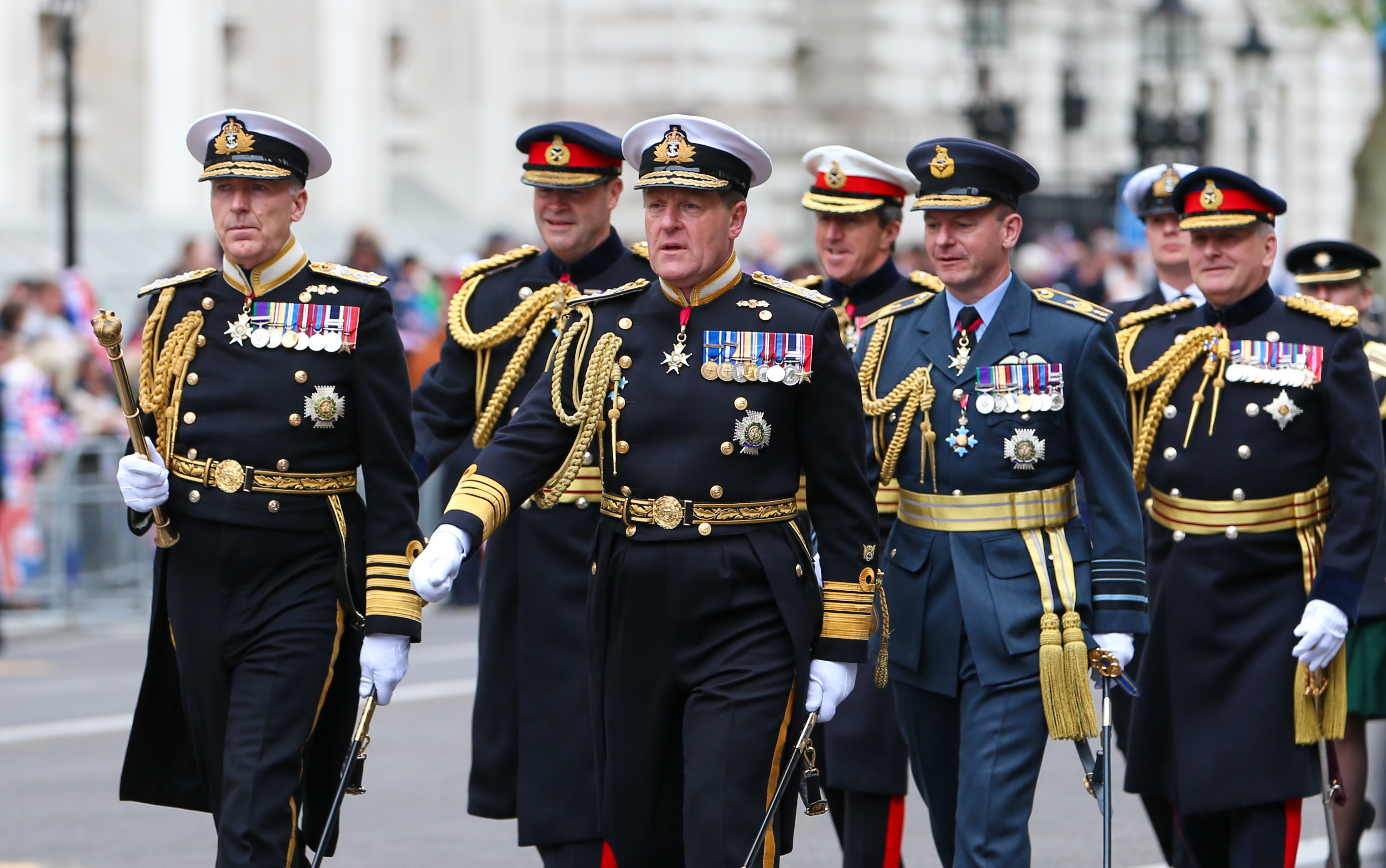
Die militärische Führung der britischen Streitkräfte bei der Krönung von König Charles III.: Chief of the Defence Staff Admiral Sir Antony Radakin, Chief of the General Staff General Sir Patrick Sanders, First Sea Lord und Chief of the Naval Staff Admiral Sir Benjamin Key, Vice Chief of the Defence Staff und Commandant General Royal Marines General Gwyn Jenkins, Chief of the Air Staff Air Chief Marshal Sir Michael Wigston und Commander Strategic Command General Sir Jim Hockenhull am 6. Mai 2023 (v. l. n. r.)

Wigston, der einen Fortgeschrittenenlehrgang für Kommandeure und Stabsoffiziere absolvierte und ein postgraduales Studium der Militärwissenschaften am King’s College London (KCL) mit einem Master of Arts (M.A. Defence Studies) abgeschlossen hatte, wurde am 1. Januar 2000 zum Major (Squadron Leader) sowie am 1. Juli 2003 zum Oberstleutnant (Wing Commander) befördert. Er wurde 2005 Kommandeur der 12. Staffel (No. 12 Squadron RAF), mit der er Einsätze im Irak flog und an großen Truppenübungen in Kanada, Malaysia und den USA teilnahm. Er wurde 2007 im Irak auch Kommandeur der auf dem Flughafen Basra stationierten No. 903 Expeditionary Air Wing und absolvierte zudem den Höheren Kommandeurs- und Stabslehrgang sowie einen Pinnacle-Manöver-Lehrgang. Als Air Commodore fungierte er zwischen Dezember 2011 und Oktober 2012 Direktor für Luftoperationen im gemeinsamen Hauptquartier der Internationale Sicherheitsunterstützungstruppe ISAF (International Security Assistance Force) in Afghanistan. Für seine Verdienste und herausragenden Leistungen in dieser Funktion im Zeitraum vom 1. April bis zum 30. September 2012 wurde er zum 22. März 2013 zum Commander des Order of the British Empire (CBE) ernannt. Nach einer kurzzeitigen Verwendung von Januar bis März 2013 als Kommandeur der Tornado-Verbände (Commander, Tornado Force), fungierte er zwischen März 2013 und Januar 2015 als Leitender Stabsoffizier (Principal Staff Officer)  beim Chef des Verteidigungsstabes (Chief of the Defence Staff), General Sir David J. Richards (29. Oktober 2010 bis 18. Juli 2013) beziehungsweise dessen Nachfolger General Sir Nicholas Houghton.
Nach seiner Beförderung zum Generalmajor (Air Vice Marshal) am 20. Januar 2015 löste er Generalmajor Richard Cripwell als Kommandeur der britischen Streitkräfte in Zypern (Commander, British Forces, Cyprus) und verblieb auf diesem Posten bis zu seiner Ablösung durch Generalmajor James Illingworth im Februar 2017. In dieser Funktion war er zugleich Administrator der Souveränen Stützpunktgebiete SBA (Sovereign Base Areas) Akrotiri und Dekelia und damit zuständig für die zivile Verwaltung dieser Militärbasen. Im März 2017 übernahm er von Air Vice Marshal Richard Knighton als Assistierender Chef des Luftstabes (Assistant Chief of the Air Staff) und war in dieser Verwendung bis zu seiner Ablösung durch Air Vice Marshal Gerry Mayhew im August 2018 verantwortlich für die strategische Kohärenz und Koordination der Royal Air Force und die Aufsicht über das RAF100-Jubiläumsprogramm. Am 20. August 2018 wurde er zum Generalleutnant (Air Marshal) befördert und übernahm daraufhin von Air Marshal Sean Reynolds die Posten als Air Member for Personal sowie als stellvertretender Kommandeur (Befähigungen) des Luftkommandos (Deputy Commander (Capability), Air Command). Als solcher war er verantwortlich für die strategische Planung und Bereitstellung aller Aspekte der Fähigkeiten der Royal Air Force, einschließlich Personal, Ausrüstung, Infrastruktur und Ausbildung, und wurde in diesen Verwendungen im Mai 2019 von Air Marshal Andrew Turner abgelöst.
Zuletzt wurde Michael Wigston als General (Air Chief Marshal) im Juli 2019 Nachfolger von Air Chief Marshal Sir Stephen Hillier als Chef des Stabes der Luftstreitkräfte (Chief of the Air Staff). Er kommandierte die Royal Air Force und führte eine Gesamtstreitmacht von etwa 35.000 regulären und Reservekräften sowie 5.000 Beamten, unterstützt von Tausenden von Auftragnehmern. Er wurde für seine Verdienste zum 18. Oktober 2020 als Knight Commander des Order of the Bath (KCB) nobilitiert, wodurch er fortan den Namenszusatz „Sir“ führte. Am 2. Juni 2023 trat abermals Air Chief Marshal Sir Richard Knighton seine Nachfolge an und wurde neuer Chef des Stabes der Luftstreitkräfte, während Wigston in den Ruhestand trat. Er engagiert sich zudem als Vize-Schirmherr des Wohltätigkeitsfonds der Luftstreitkräfte (Royal Air Force Charitable Trust) sowie als Präsident des Ruderverbandes Royal Air Force Rowing Association.
Aus seiner Ehe mit der Rechtsanwältin (Solicitor) Kate Wigston gingen zwei Kinder hervor.